# Teodoro Ferreira de Aguiar

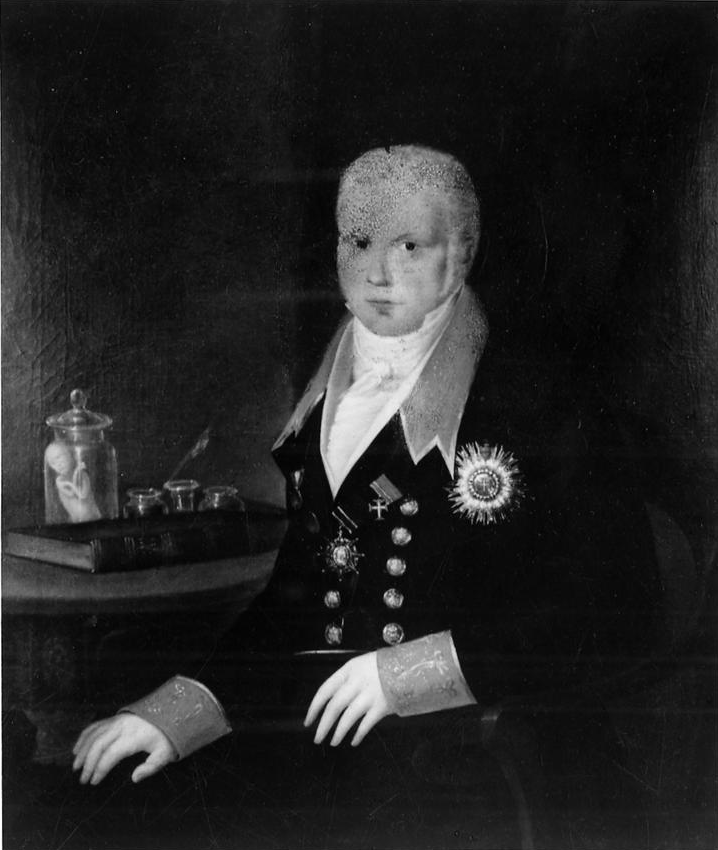
Teodoro Ferreira de Aguiar

Teodoro Ferreira de Aguiar nasceu em 1769 no Rio de Janeiro, Brasil e morreu em 5 de maio de 1827 em Lisboa, Portugal por suicídio.
Theodorus [sic] Ferreira de Aguiar viajou para a Europa e matriculou 23 de janeiro de 1797 no Universidade de Leiden.
Theodorus Ferreira de Aguiar recebeu 17 de fevereiro de 1797 o doutorado na Universidade de Leiden.
A descrição título de sua dissertação é: Dissertatio medica-chirurgica inauguralis de vulneribus per corpora vi pulveris pyrii jacta factis amputationem exigentibus: de salutari effectu hujus operationis, si sine mora fuerit facta ... / Theodoro Ferreira d’ Aguiar. – Leyden : apud Fratres Murray, 1797. – 12 p.

Em 1805 Teodoro Ferreira de Aguiar publicou a seguinte publicação: Regulamento para os hospitais militares de Sua Alteza Real [S. A. R.] o Principe Regente noso Senhor, tanto em tempo de paz, como em tempo de guerra, approvado em 27 de março de 1805. – Lisboa : Imressão Régia, 1805. – 1 livro, paginação múltipla ; 31,5 cm.
No final de 1807 o príncipe regente de Portugal Dom João VI fugiu para o Brasil, por causa da ameaça napoleônica contra Portugal que estava sob a proteção de seu aliado Inglês. Depois a morte de sua mãe Dona Maria I (20 de Março 1816) Dom João VI se tornou rei de Portugal. Família real Português manteve-se no Brasil de 1808 a 1821. Rei Dom João VI morreu Lisboa, Portugal em 10 de marco de 1826.
Teodoro Ferreira de Aguiar foi um dos rei Dom João VI physicians. Teodoro Ferreira de Aguiar influenciado a construção das faculdades de Medicina de Lisboa e de Port. Um rico comerciante de tabaco foi libertado da prisão graças ao Dr. Aguiar, e ele quis recompensar o médico para ele. Embora, Dr. Aguiar, alternativamente, recomendar-lhe para apoiar a criação ea manutenção (feito por três anos) dessas faculdades que era possível porque a influência do Dr. Aguiar em Dom João VI. Ele voltou para o Rio de Janeiro em 1808 com o tribunal e voltou com ele para Portugal em 1821. Ele era cirurgião da câmara real, militar, responsável pelas vacinas no Brasil, uma das pessoas de confiança do rei durante a segunda período de seu governo em Portugal. Ele participou do monarca em seus últimos dias com outros médicos (17 no total).
Após a morte de Dom João VI, Teodoro Ferreira de Aguiar logo voltou para o Brasil, mas ele retornou em 1827 para Portugal como oficial encarregado de negócios da justiça brasileira. Pouco depois da chegada em Portugal ele cometeu em 5 de maio de 1827 suicídio.

<http://www.scielo.br/scielo.php?pid=S0004-282X2007000700033&script=sci_arttext&tlng=en</ref>

Foi o responsável pela implantação ensino cirúrgico no Brasil em 2 de Abril de 1808 no Hospital Militar do Rio de Janeiro; a 12 de Outubro de 1809 começo o ensino de ligaduras, operações de cirurgia e partos. 
Foi dono desta cadeira até 1813, serviu também como inspetor do Serviço de Vacina no Rio de Janeiro e Santos. 

## Ligações Externas
Biografia Completa